# Вилька-Подгородненская
Вилька-Подгородненская (укр. Вілька-Підгородненська) — село в Любомльской городской общине Ковельского района Волынской области Украины.
До 2020 года входило в Любомльский район.
Код КОАТУУ — 0723383703. Население по переписи 2001 года составляет 67 человек. Почтовый индекс — 44342. Телефонный код — 3377. Занимает площадь 0,37 км².
Ранее село называлось Вилька-Подгороднянская. Название было уточнено в период с 1979 по 1986 гг.